# Parafia św. Maksymiliana Marii Kolbego w Darłówku
Parafia pw. św. Maksymiliana Marii Kolbego w Darłówku – parafia należąca do dekanatu Darłowo, diecezji koszalińsko-kołobrzeskiej, metropolii szczecińsko-kamieńskiej. Została utworzona 11 października 1982 roku. W parafii posługę sprawują bracia Franciszkanie z Zakonu Braci Mniejszych Konwentualnych prowincji Gdańskiej (łac. Ordo Fratrum Minorum Conventualium, pot. franciszkanie). Siedziba parafii mieści się przy ulicy Gdyńskiej 3.

## Miejsca święte

### Kościół parafialny
Kościół pw. św. Maksymiliana Marii Kolbego w Darłówku
Kościół parafialny został zbudowany w 1993 w stylu współczesnym, konsekrowany 17 marca 1993 roku. 